# Pasarela del Voluntariado
La pasarela del Voluntariado es una pasarela peatonal y ciclista que conecta los barrios zaragozanos de La Almozara y el Actur  (Aragón, España), inaugurada el 24 de abril de 2008. El tablero tiene 277 metros de longitud, de los que 230 metros son en tramo curvo y 47 en tramo recto. El tablero se encuentra sujetado por 46 tirantes provenientes de un mástil de 75 metros de altura, con una inclinación de 30°, y una anchura de 4,5 metros.
La estructura arranca del margen derecho del río, a la altura de la calle Sierra Vícor (al lado del IES Luis Buñuel), y acaba en un extremo del meandro de Ranillas, junto a la calle Clara Campoamor.
La pasarela tuvo un presupuesto de 7,5 millones de euros y fue diseñada por el ingeniero navarro Javier Manterola.

## Galería

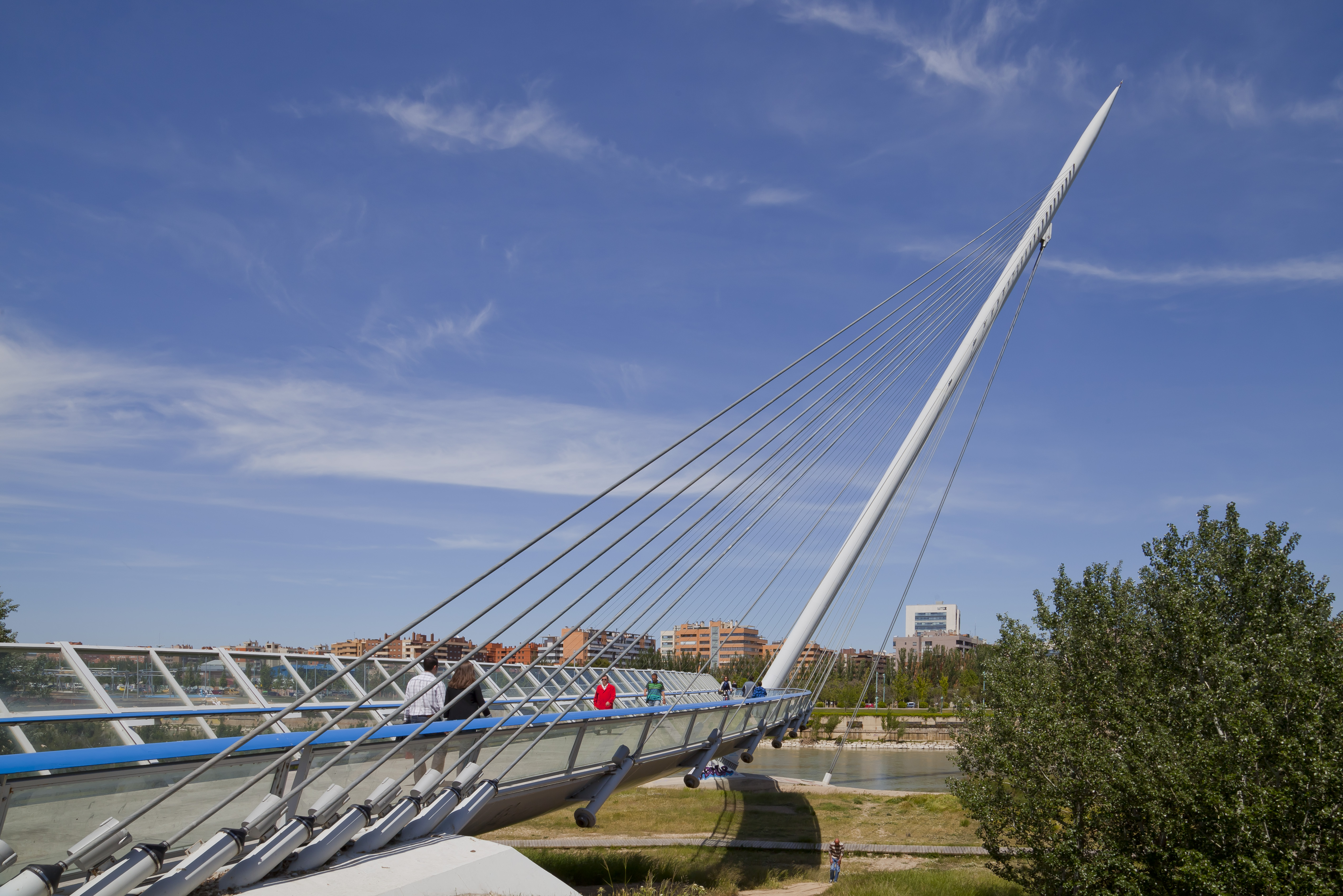
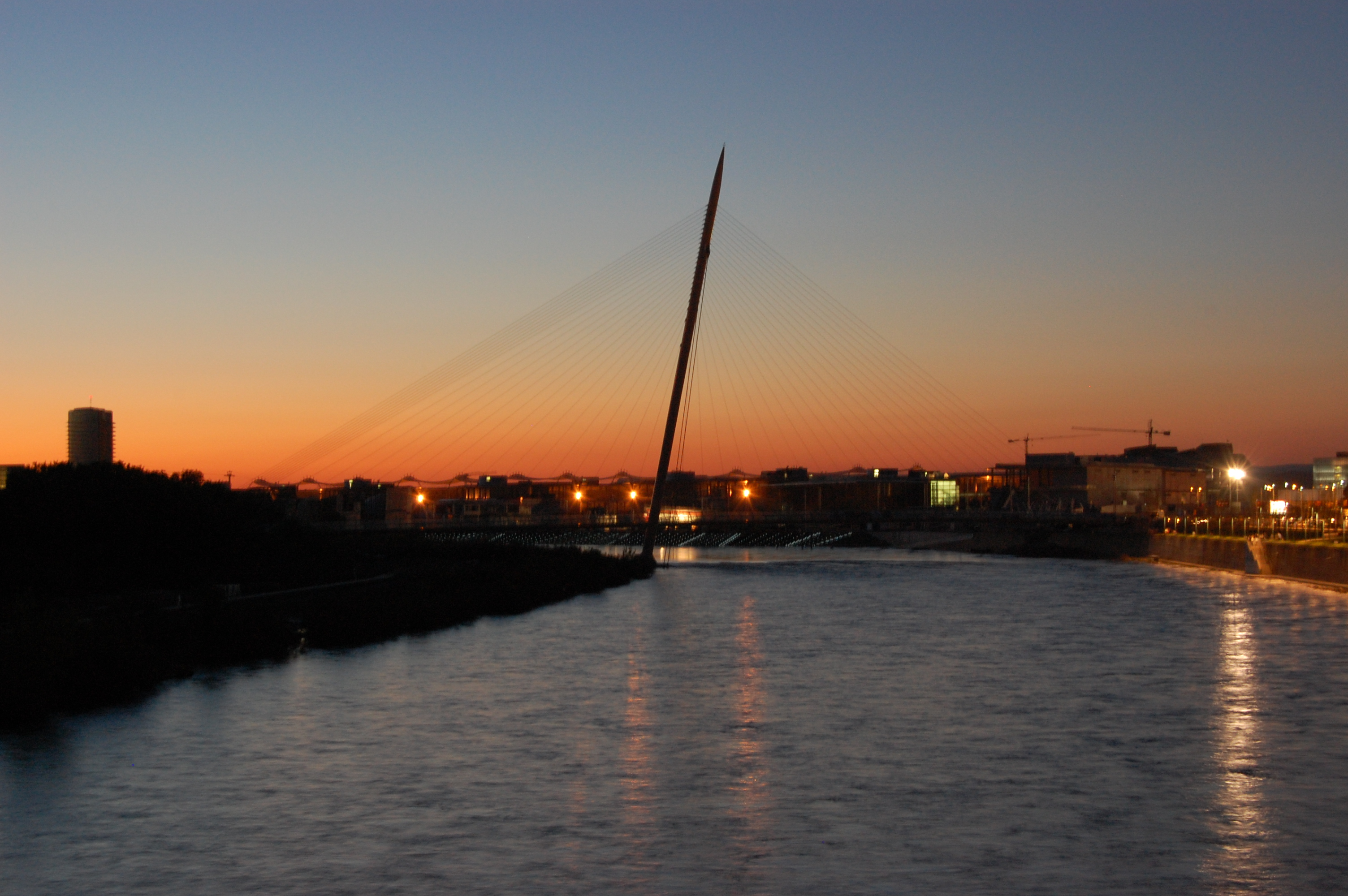
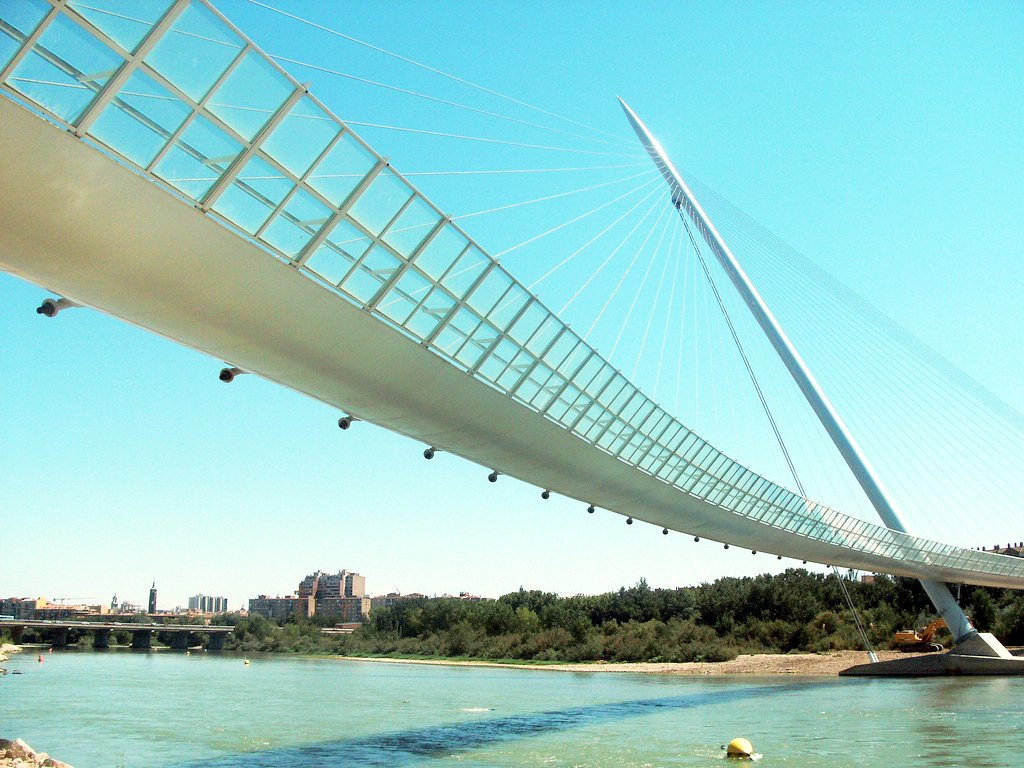
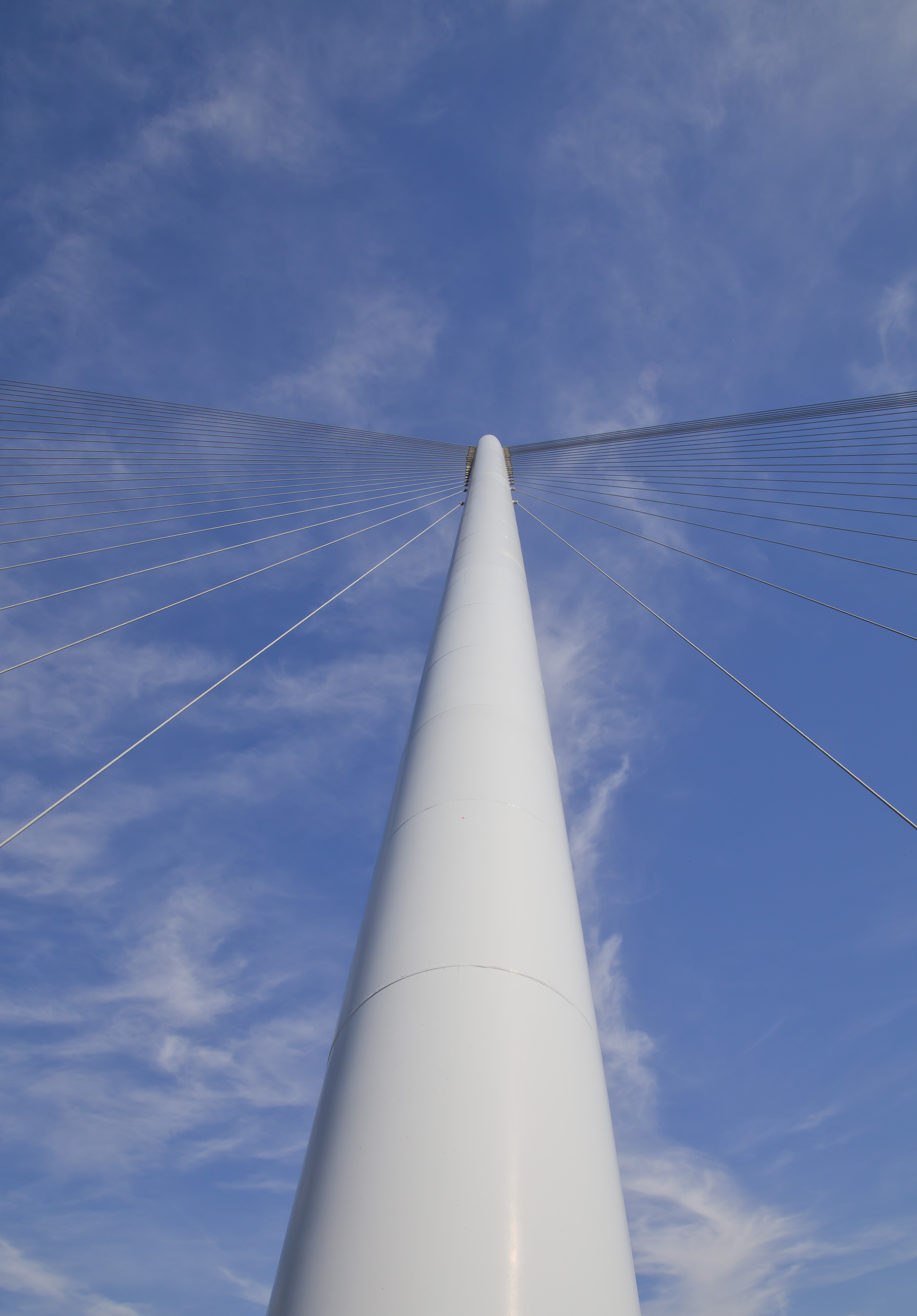
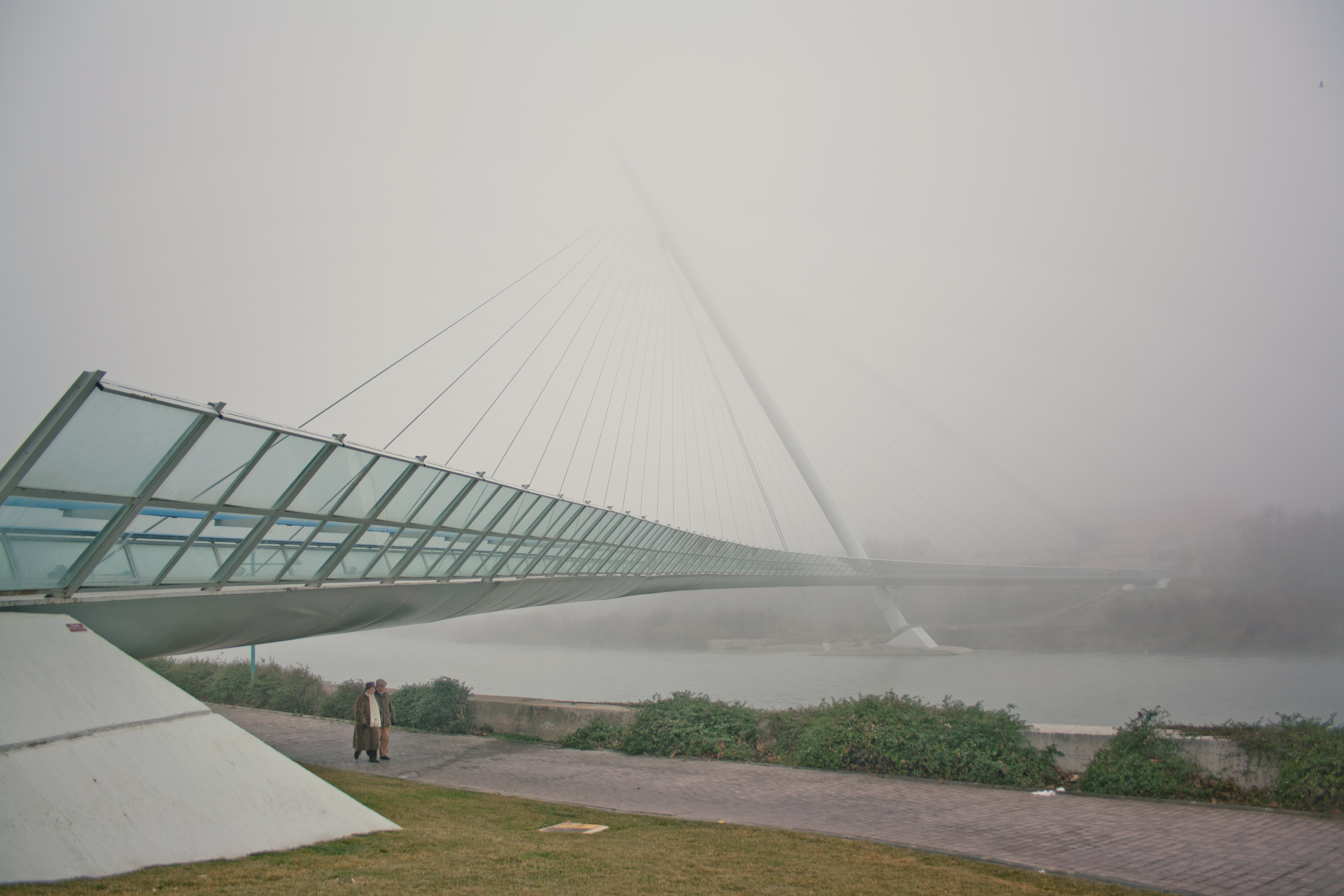
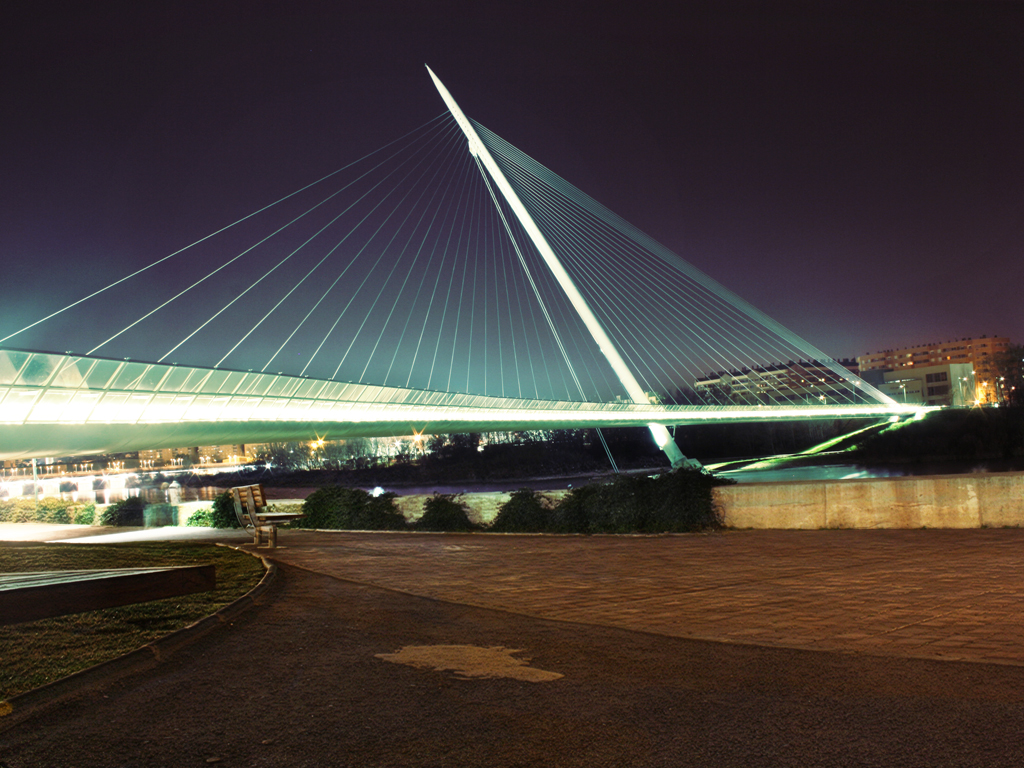
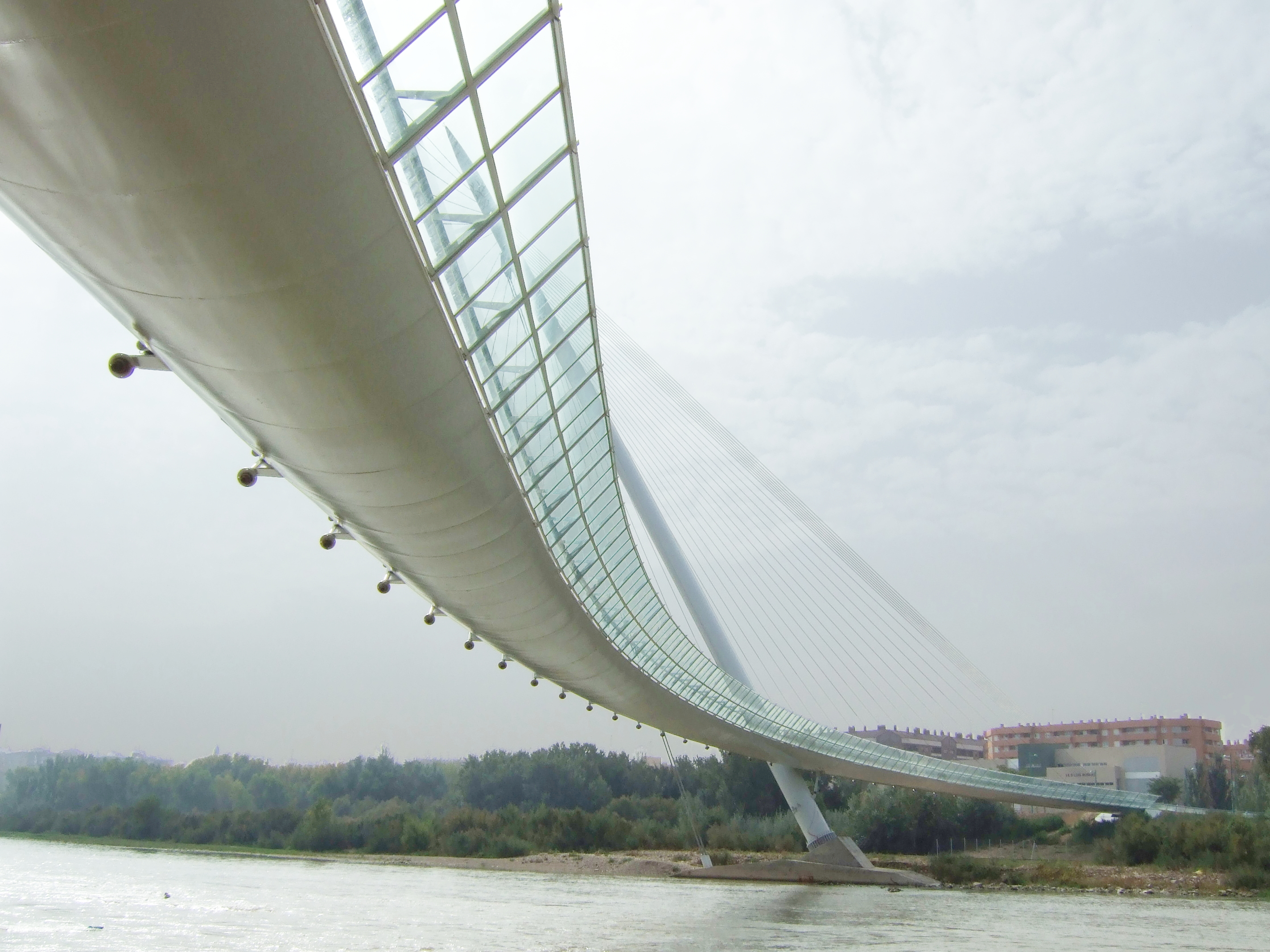